# 金田勝徳
金田 勝徳（かねだかつのり、1944年 - ）は、日本の構造家。構造学者。構造設計事務所の株式会社構造計画プラス・ワン主宰。東京都生まれ。

## 略歴
- 1968年、日本大学理工学部建築学科卒業
- 1968年、株式会社石本建築事務所入社。1986年まで勤務
- 1986年、株式会社TIS＆Partnersに移籍し、代表取締役
- 1988年から、株式会社構造計画プラス・ワンを設立し代表取締役
- 2004年-2006年、工学院大学非常勤講師
- 2005年-2006年、横浜国立大学非常勤講師
- 2006年4月から、芝浦工業大学特任教授。

## 主な作品
- 酒田市国体記念体育館　-　平成4年度東北建築賞(1992年)、1993年度日本建築構造技術者協会賞(JSCA賞)
- 豊田市美術館　-　第34回建築業協会賞（BCS賞）(1993年)
- 岩出山町立岩出山中学校　-　平成9年度東北建築賞(1997年), 第38回建築業協会賞(1997年)
- 白石市立白石第二小学校　-　第38回建築業協会賞(1997年)
- 埼玉県立大学　-　第41回建築業協会賞(2000年), 第10回松井源吾賞、榊原信一と共同受賞(2000年)
- 広島市西消防署及び　-　第42回建築業協会賞(2001年)
- 静岡スタジアム及びアリーナ　-　第34回中部建築賞(2002年), 第44回建築業協会賞(2003年)
- 名古屋大学野依記念　-　第36回中部建築賞(2004年)
- 物質科学研究館・学術交流館　-　第48回建築業協会賞(2007年)
- 太田市立沢野中央小学校　-　平成17年日本建築士連合会奨励賞(2005年)
- 愛知淑徳大学9号棟　-　第13回愛知まちなみ奨励賞(2005年)
- 横須賀美術館　-　第49回建築業協会賞(2008年)
- 洗足の連結住棟　-　2010年日本建築学会賞作品賞

## 著書・共書
- 建築の耐震・耐風入門―地震と風を考える 共著 彰国社 1995 ISBN 978-4395003884
- 建築技術|2008年10月号
- 建築技術|2007年11月号
- 建築画報別冊魅せる力学 AttractioninDynamics